# Olympische Winterspiele 2022/Biathlon – Staffel (Frauen)
Das 4 × 6-km-Staffelrennen der Frauen im Biathlon bei den Olympischen Winterspielen 2022 wurde am 16. Februar 2022 um 15:45 Uhr Ortszeit (8:45 Uhr MEZ) ausgetragen. Austragungsort war das Nordische Ski- und Biathlonzentrum Guyangshu.
Olympiasieger wurde das Schwedische Team, vor dem Team ROC. Bronze holte die Deutsche Staffel.
Im Anschluss an das Rennen fand im Stadion eine kurze Zeremonie statt. Dabei erhielten die Athletinnen auf dem Podest das Maskottchen Bing Dwen Dwen durch James Carrabre. Der Kanadier ist Mitglied des Exekutivkomitees des Weltverbandes IBU. Die Medaillenvergabe fand einen Tag später am Abend auf der sogenannten Medals Plaza in Zhangjiakou statt. Die Medaillen überreichte der Ugander William Blick als Mitglied des Internationalen Olympischen Komitees. Begleitet wurde er dabei von James Carrabre aus Kanada, Mitglied im Exekutivkomitees der IBU. Dieser übergab die Blumen an die Medaillengewinnerinnen. Danach wurde mit Du gamla, du fria die schwedische Nationalhymne zu Ehren der Siegerinnen gespielt.

## Wettkampfbeschreibung
Beim Staffelrennen gingen vier Athletinnen einer Nation als Mannschaft ins Rennen. Jede Athletin hatte dabei eine Laufstrecke von 6 km mit je drei gleich langen Runden zu absolvieren. Nach den ersten beiden Runden war jeweils einmal der Schießstand anzulaufen; beim ersten Mal musste liegend, beim zweiten Mal stehend geschossen werden. Anders als in den Einzelwettkämpfen standen den Athletinnen pro Schießeinlage bis zu drei Nachladepatronen zur Verfügung. Für jede Scheibe, die nach Abgabe aller acht Schüsse nicht getroffen wurde, musste eine Strafrunde mit einer Länge von 150 m absolviert werden. Die Staffelübergabe an die nächsten Athletin erfolgte durch eine eindeutige Berührung am Körper innerhalb einer vorgegebenen Wechselzone. Die letzte Athletin lief am Ende ihrer dritten Laufrunde nicht mehr in die Wechselzone, sondern direkt ins Ziel. Sieger wurde diejenige Nation, deren Staffel als erste das Ziel erreichte.
Totalanstieg: 4 × 216 m, Maximalanstieg: 20 m, Höhenunterschied: 35 m 
 20 Staffeln am Start, davon 5 überrundet und eine nicht in der Wertung.

## Ergebnisse
| Rang | #  | Nation Athletinnen                                                                   | Zeit                                                        | Strafrunden + Nachlader              | Defizit (min) |
| ---- | -- | ------------------------------------------------------------------------------------ | ----------------------------------------------------------- | ------------------------------------ | ------------- |
| 1    | 3  | Schweden Linn Persson Mona Brorsson Hanna Öberg Elvira Öberg                         | 1:11:03,9 h 17:24,9 min 17:45,9 min 17:58,4 min 17:54,7 min | 0+6 0+0 0+1 0+0 0+0 0+1 0+3 0+0 0+1  |               |
| 2    | 2  | ROC Irina Kasakewitsch Kristina Reszowa Swetlana Mironowa Uljana Nigmatullina        | 1:11:15,9 h 17:41,3 min 17:02,5 min 18:38,9 min 17:53,2 min | 1+7 0+1 0+1 0+1 0+0 0+0 1+3 0+0 0+1  | +0:12,0       |
| 3    | 5  | Deutschland Vanessa Voigt Vanessa Hinz Franziska Preuß Denise Herrmann               | 1:11:41,3 h 17:24,4 min 18:05,3 min 18:16,5 min 17:55,1 min | 0+6 0+0 0+0 0+0 0+2 0+1 0+1          | +0:37,4       |
| 4    | 4  | Norwegen Karoline Offigstad Knotten Tiril Eckhoff Ida Lien Marte Olsbu Røiseland     | 1:11:54,6 h 17:38,0 min 18:59,2 min 17:47,5 min 17:29,9 min | 2+8 0+0 0+0 0+2 2+3 0+0 0+1 0+1 0+1  | +0:50,7       |
| 5    | 7  | Italien Lisa Vittozzi Dorothea Wierer Samuela Comola Federica Sanfilippo             | 1:12:37,0 h 17:25,9 min 17:28,6 min 18:22,1 min 19:20,4 min | 0+5 0+1 0+1 0+0 0+0 0+0 0+1 0+0 0+2  | +1:33,1       |
| 6    | 1  | Frankreich Anaïs Bescond Anaïs Chevalier-Bouchet Justine Braisaz-Bouchet Julia Simon | 1:13:16,9 h 17:36,9 min 18:53,4 min 17:55,1 min 18:51,5 min | 2+10 0+0 0+1 1+3 0+1 0+2 0+0 0+0 1+3 | +2:13,0       |
| 7    | 9  | Ukraine Iryna Petrenko Julija Dschyma Anastassija Merkuschyna Olena Bilossjuk        | 1:14:04,1 h 17:46,1 min 19:06,1 min 18:09,5 min 19:02,4 min | 1+6 0+0 0+0 1+3 0+3 0+0 0+0          | +3:00,2       |
| 8    | 8  | Tschechien Eva Puskarčíková Markéta Davidová Jessica Jislová Lucie Charvátová        | 1:14:06,0 h 18:20,2 min 17:40,7 min 18:49,8 min 19:15,3 min | 1+8 0+0 0+2 0+0 0+1 0+1 0+1 0+0 1+3  | +3:02,1       |
| 9    | 14 | Österreich Dunja Zdouc Lisa Hauser Anna Juppe Katharina Innerhofer                   | 1:15:07,6 h 18:13,0 min 18:12,3 min 19:51,3 min 18:51,0 min | 3+7 0+0 0+0 0+1 0+0 2+3 0+0 0+0 1+3  | +4:03,7       |
| 10   | 16 | Kanada Emma Lunder Megan Bankes Emily Dickson Sarah Beaudry                          | 1:15:34,3 h 17:45,8 min 18:29,7 min 19:39,3 min 19:39,5 min | 0+8 0+1 0+1 0+0 0+3 0+1 0+2 0+0 0+0  | +4:30,4       |
| 11   | 10 | Vereinigte Staaten Susan Dunklee Clare Egan Deedra Irwin Joanne Reid                 | 1:15:51,3 h 18:44,8 min 19:04,1 min 19:17,1 min 18:45,3 min | 2+9 0+0 0+0 0+2 1+3 0+0 1+3 0+0 0+1  | +4:47,4       |
| 12   | 18 | Volksrepublik China Tang Jialin Chu Yuanmeng Ding Yuhuan Meng Fanqi                  | 1:16:11,5 h 18:05,2 min 18:37,9 min 19:44,2 min             | 1+5 0+0 0+1 0+0 1+3 0+0 0+0          | +5:07,6       |
| 13   | 6  | Belarus Iryna Leschtschanka Dsinara Alimbekawa Jelena Krutschinkina Hanna Sola       | 1:16:34,4 h 17:51,9 min 18:59,9 min 20:47,7 min 18:54,9 min | 5+16 0+0 0+2 0+0 1+3 0+3 3+3 0+2 1+3 | +5:30,5       |
| 14   | 15 | Polen Monika Hojnisz-Staręga Kamila Żuk Kinga Zbylut Anna Mąka                       | 1:17:12,1 h 18:06,0 min 20:04,3 min 19:33,1 min 19:28,7 min | 1+10 0+2 0+1 1+3 0+1 0+0 0+3 0+0 0+0 | +6:08,2       |
| 15   | 12 | Estland Regina Oja Tuuli Tomingas Susan Külm Johanna Talihärm                        | LAP 18:18,9 min 19:36,8 min min 18:42,6 min LAP             | 0+1 0+3 0+2 2+3 0+1 0+0 3+3          |               |
| 16   | 13 | Finnland Suvi Minkkinen Mari Eder Erika Jänkä Nastassja Kinnunen                     | LAP 19:15,2 min 17:39,3 min 21:11,6 min LAP                 | 0+0 0+0 0+1 2+3 0+2                  |               |
| 17   | 17 | Japan Fuyuko Tachizaki Sari Maeda Asuka Hachisuka Yurie Tanaka                       | LAP 17:55,9 min 19:01,8 min 21:16,4 min LAP                 | 0+1 0+2 0+0 0+3 0+0 2+3 0+3          |               |
| 18   | 20 | Bulgarien Milena Todorowa Marija Sdrawkowa Lora Christowa Daniela Kadewa             | LAP 17:36,7 21:04,7 min LAP                                 | 0+1 0+1 0+0 1+3 0+1 0+1              |               |
| 19   | 19 | Slowakei Ivona Fialková Henrieta Horvátová Veronika Machyniaková Paulína Fialková    | LAP 17:43,0 min 20:10,2 min LAP                             | 0+1 0+2 0+3 0+2 2+3 0+1              |               |
|      | 11 | Schweiz Irene Cadurisch Lena Häcki Selina Gasparin Amy Baserga                       | DNF                                                         | 0+2 0+1                              |               |